# کوتلو (آماسیه)
کوتلو (به ترکی استانبولی: Kutlu) یک منطقهٔ مسکونی در ترکیه است که در آماسیه واقع شده‌است.